# Leipziger Baumwollspinnerei

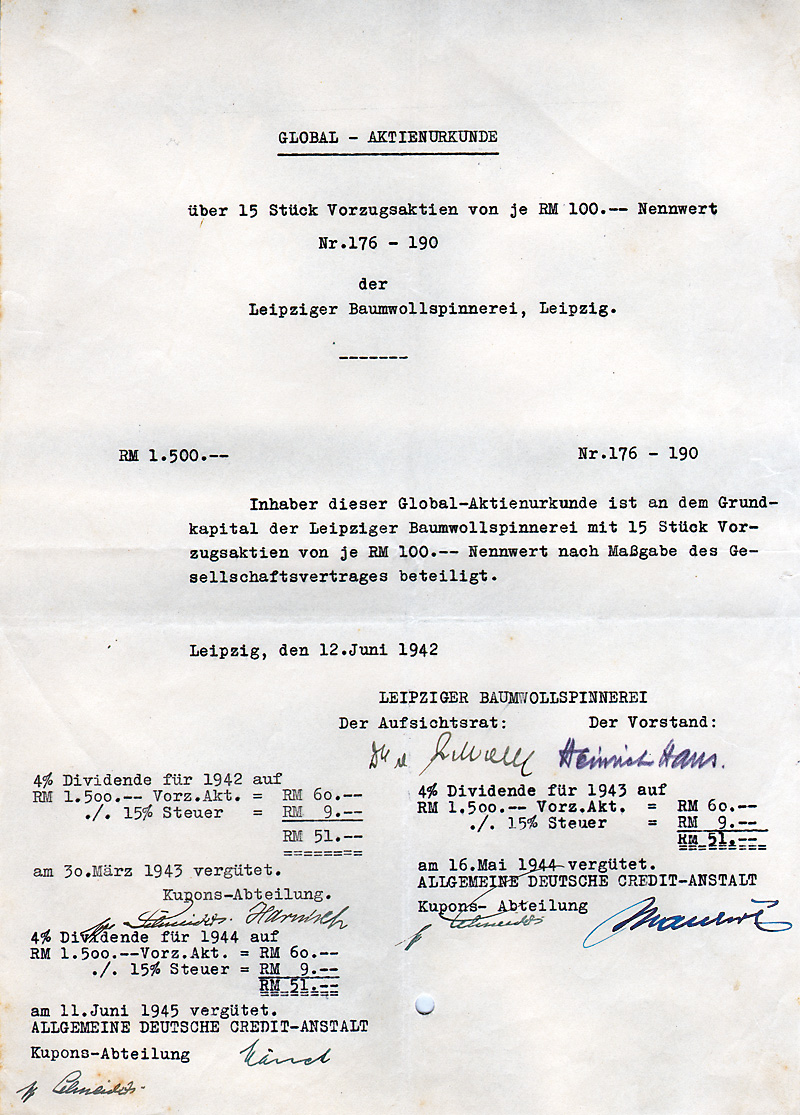
Global-Vorzugsaktie über 1500 RM der Leipziger Baumwollspinnerei vom 12. Juni 1942

Die Leipziger Baumwollspinnerei ist ein 10 Hektar großes Werksgelände am Rande des Leipziger Stadtteils Lindenau zwischen Spinnereistraße und Alter Salzstraße. Teile des Geländes werden heute als Galerien und Ateliers sowie gastronomisch genutzt.

## Geschichte
Die 1884 gegründete Firma Leipziger Baumwollspinnerei entwickelte sich binnen eines Vierteljahrhunderts zur größten Baumwollspinnerei Kontinentaleuropas. Nach ihrer Gründung wuchs im Westen von Leipzig eine regelrechte Fabrikstadt mit über 20 Produktionsgebäuden, Arbeiterwohnungen, Kindergärten und einer Erholungssiedlung heran. 1907 hatte die Fabrik ihre größte Ausdehnung erreicht. Bis zum Ersten Weltkrieg produzierte sie auf den Leipziger Baumwollspinnerei-Pflanzungen Cherhami bei Sadani und Kissanke am Wami in Deutsch-Ostafrika Baumwolle. In Leipzig wurde die Baumwolle auf rund 100.000 m² mit 240.000 Spindeln verarbeitet. Bis zu 4.000 Menschen arbeiteten hier bis 1989 im Drei-Schicht-Betrieb, bis die Produktion nach der deutschen Wiedervereinigung eingestellt wurde.
Handwerker, Freiberufler, Menschen mit dem Wunsch nach individuellem Wohnen und vor allem Künstler auf der Suche nach bezahlbaren und atmosphärischen Arbeitsräumen siedelten sich anschließend auf dem Areal an. Viele Künstler, die der sogenannten „Neuen Leipziger Schule“ zugerechnet werden, waren die Pioniere dieser Revitalisierung. Inzwischen sind über die Hälfte aller Flächen wieder vermietet.

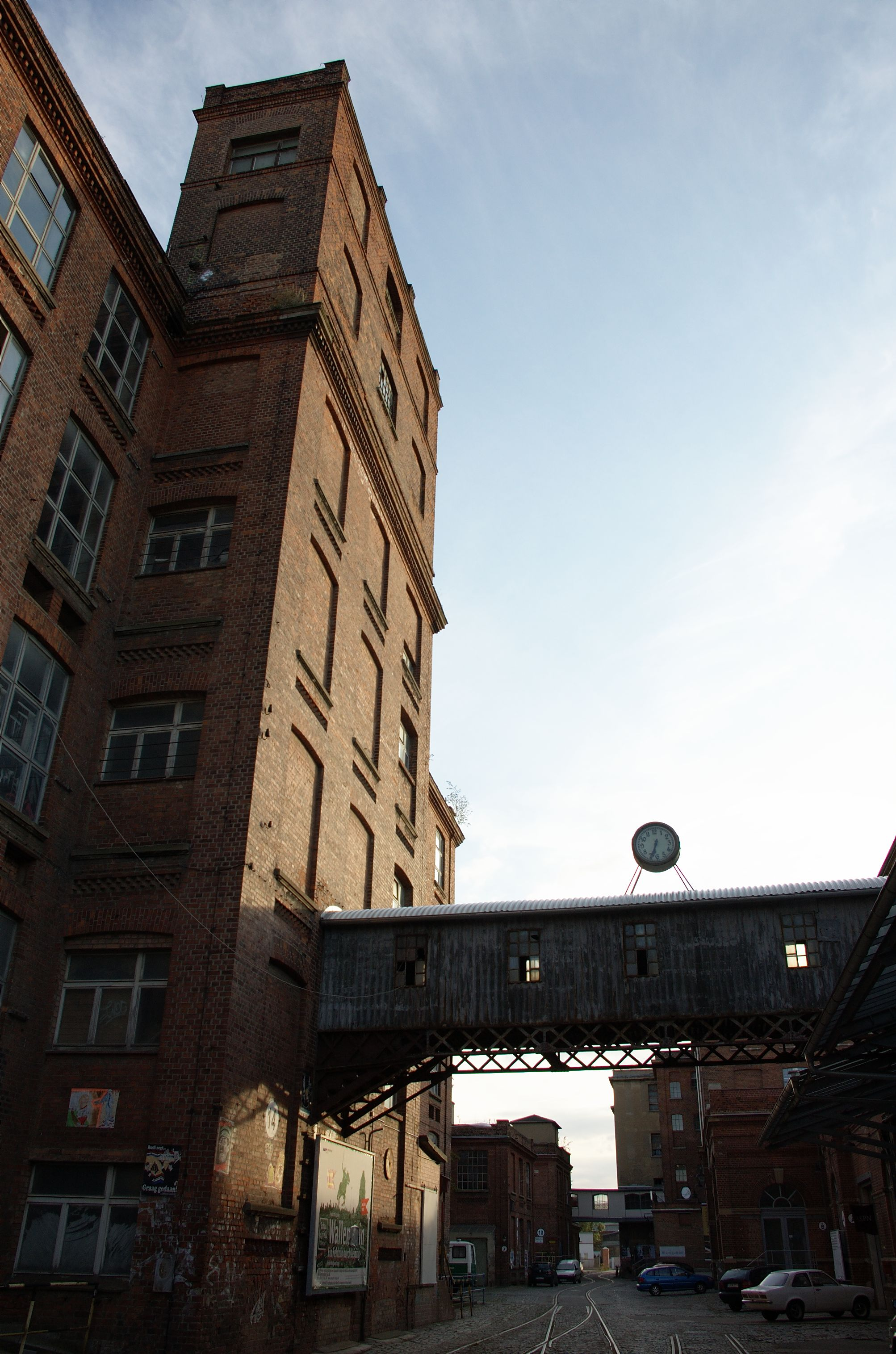
Auf dem Werksgelände der alten Baumwollspinnerei (2007)

Auf dem Gelände haben sich zwölf Galerien, u. a. The Grass is Greener, ASPN, b2_, Spinnerei Archiv Massiv, Eigen+Art, Josef Filipp Galerie, Galerie Kleindienst, Laden fuer Nichts, Zentrum für zeitgenössische Kunst Halle 14 und rund 100 Künstler (z. B. Rigo Schmidt, Neo Rauch, Rosa Loy, Matthias Weischer, Jim Whiting, Rayk Goetze, Tom Fabritius, Hans Aichinger) niedergelassen. Auch Unternehmer – Architekturbüros, Fahrradmanufaktur, Modedesigner und Drucker – haben sich in der Baumwollspinnerei angesiedelt, ebenso wie eine Goldschmiede, eine Keramikwerkstatt, ein Kino, eine Porzellanmanufaktur, ein Künstlerbedarfshandel und gastronomische Einrichtungen.
Von 2002 bis 2012 wurde die fünf Etagen hohe „Halle 14“ saniert und zu einem Zentrum für zeitgenössische Kunst umgebaut. Die Sanierung wurde mit dem Hieronymus-Lotter-Preis für Denkmalpflege der Kulturstiftung Leipzig gewürdigt. Die Gesamtkosten der Sanierung beliefen sich auf etwa 1,2 Millionen Euro, wovon mehr als die Hälfte (690.000 Euro) durch das Projekt Stadtumbau Ost gefördert wurde, 241.500 Euro kamen vom Eigentümer und 103.500 Euro aus kommunalen Eigenmitteln der Stadt Leipzig.
Der Leipziger Stadtrat beschloss 2016, die Halle 7 zu sanieren und umzubauen. In die Halle zogen 2019 das LOFFT und das Leipziger Tanztheater. Ein ebenfalls geplanter Umzug des Naturkundemuseums wurde aus Kostengründen wegen statischer Probleme gestoppt.

## Sonstiges
Die Baumwollspinnerei besaß mehrere Gleisanschlüsse der Bahnstrecke Leipzig-Plagwitz–Leipzig-Lindenau. Die Gleise sind teilweise noch vorhanden.